# Rivières (Tarn)
Pour les articles homonymes, voir Rivières et Rivière (homonymie).
Ne doit pas être confondu avec Rivière-sur-Tarn.
Rivières (en occitan Ribièiras) est une commune française située dans le département du Tarn, en région Occitanie. Sur le plan historique et culturel, la commune est dans le Gaillacois, un pays qui doit sa notoriété à la qualité de ses vins.
Exposée à un climat océanique altéré, elle est drainée par le Tarn, la Saudronne, le Luzert, le ruisseau de Vieulac, le ruisseau de la Saudronne et par divers autres petits cours d'eau. La commune possède un patrimoine naturel remarquable composé de deux zones naturelles d'intérêt écologique, faunistique et floristique.
Rivières est une commune rurale qui compte 1 065 habitants en 2022, après avoir connu une forte hausse de la population depuis 1968.  Elle fait partie de l'aire d'attraction d'Albi. Ses habitants sont appelés les Riviérois ou  Riviéroises.

## Géographie

### Localisation
Commune située sur le Tarn entre Albi et Gaillac, à 4,5 kilomètres au nord-est.

### Communes limitrophes
Rivières est limitrophe de cinq autres communes.
Les communes limitrophes sont  Brens, Gaillac, Labastide-de-Lévis, Lagrave et Senouillac.
|         | Senouillac |                    |
| Gaillac | Rivières   | Labastide-de-Lévis |
| Brens   | Lagrave    |                    |

### Relief et géologie
La commune de Rivières est établie sur la première terrasse du Tarn.
La superficie de la commune est de 957 hectares ; son altitude varie de 115  à   158 mètres.

### Voies de communication et transports
La commune est accessible par l'A68.
La ligne 702 du réseau régional liO assure la desserte de la commune, en la reliant à Albi et à Saint-Sulpice-la-Pointe.

### Hydrographie
La commune est dans le bassin de la Garonne, au sein du bassin hydrographique Adour-Garonne. Elle est drainée par le Tarn, la Saudronne, le Luzert, le ruisseau de Vieulac, le ruisseau de la Saudronne et par divers petits cours d'eau, qui constituent un réseau hydrographique de 7 km de longueur totale,.
Le Tarn, d'une longueur totale de 380 km, prend sa source sur le mont Lozère, dans le nord de la commune du Pont de Montvert - Sud Mont Lozère en Lozère, et se jette dans la Garonne à Saint-Nicolas-de-la-Grave, en Tarn-et-Garonne.
La Saudronne, d'une longueur totale de 13,6 km, prend sa source dans la commune de Poulan-Pouzols et s'écoule du sud-est vers le nord-ouest. Elle traverse la commune et se jette dans le Tarn sur le territoire communal, après avoir traversé 6 communes.
Le Luzert, d'une longueur totale de 12,7 km, prend sa source dans la commune de Sainte-Croix et s'écoule du nord-est au sud-ouest. Il traverse la commune et se jette dans le Tarn à Lagrave, après avoir traversé 7 communes.

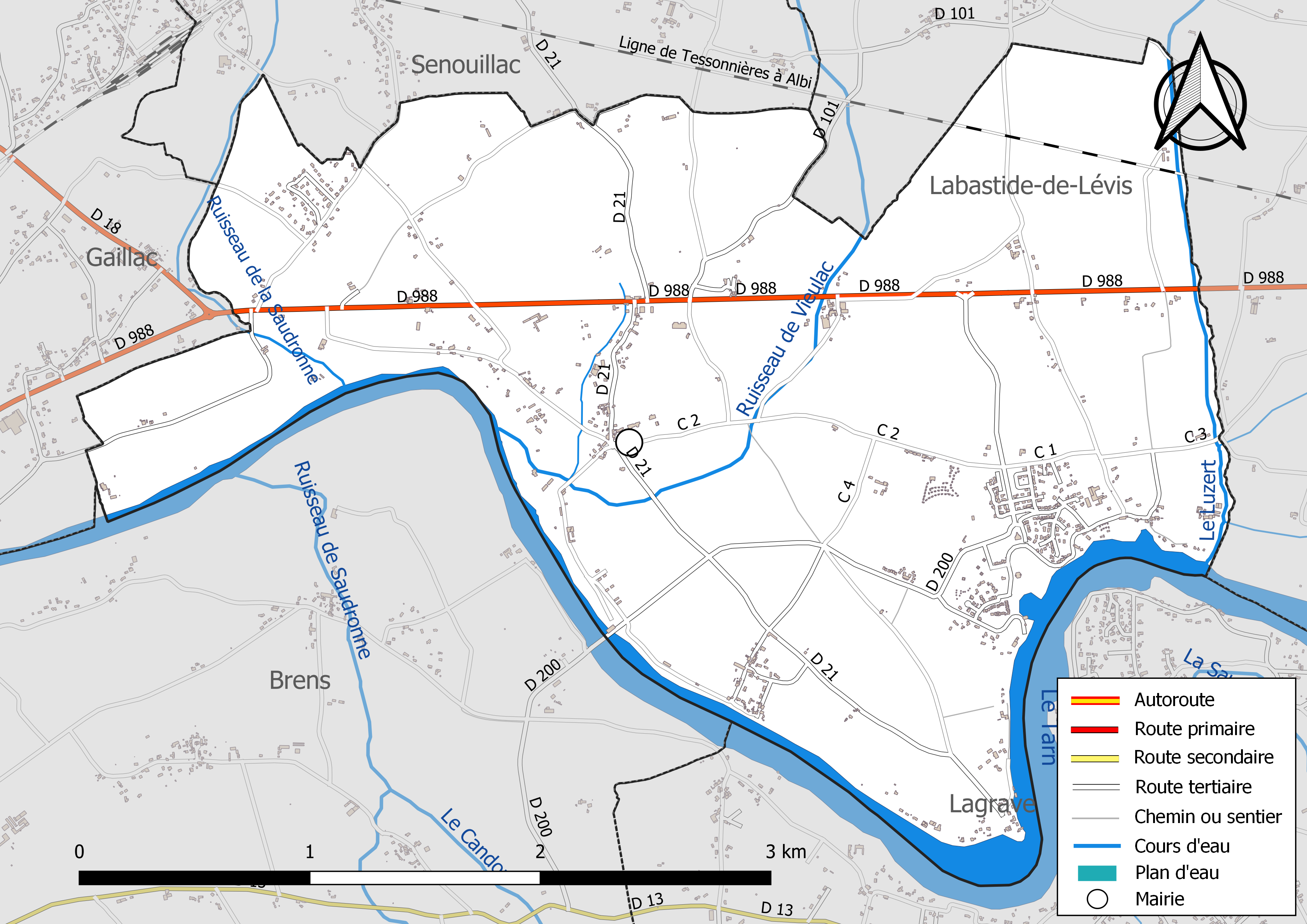
Réseaux hydrographique et routier de Rivières.

Le ruisseau de Vieulac, d'une longueur totale de 12,8 km, prend sa source dans la commune de Castanet et s'écoule du nord-est au sud-ouest. Il traverse la commune et se jette dans le Tarn à Brens, après avoir traversé 7 communes.

### Climat
Pour des articles plus généraux, voir Climat de l'Occitanie et Climat du Tarn.
En 2010, le climat de la commune est de type climat du Bassin du Sud-Ouest, selon une étude du Centre national de la recherche scientifique s'appuyant sur une série de données couvrant la période 1971-2000. En 2020, Météo-France publie une typologie des climats de la France métropolitaine dans laquelle la commune est exposée à un climat océanique altéré et est dans la région climatique Aquitaine, Gascogne, caractérisée par une pluviométrie abondante au printemps, modérée en automne, un faible ensoleillement au printemps, un été chaud (19,5 °C), des vents faibles, des brouillards fréquents en automne et en hiver et des orages fréquents en été (15 à 20 jours).
Pour la période 1971-2000, la température annuelle moyenne est de 13,4 °C, avec une amplitude thermique annuelle de 16,1 °C. Le cumul annuel moyen de précipitations est de 736 mm, avec 10,3 jours de précipitations en janvier et 5,2 jours en juillet. Pour la période 1991-2020, la température moyenne annuelle observée sur la station météorologique de Météo-France la plus proche, « Albi », sur la commune du Sequestre à 11 km à vol d'oiseau, est de 13,8 °C et le cumul annuel moyen de précipitations est de 733,9 mm. 
La température maximale relevée sur cette station est de 42,3 °C, atteinte le 23 août 2023 ; la température minimale est de −20,4 °C, atteinte le 16 janvier 1985,,.
Les paramètres climatiques de la commune ont été estimés pour le milieu du siècle (2041-2070) selon différents scénarios d'émission de gaz à effet de serre à partir des nouvelles projections climatiques de référence DRIAS-2020. Ils sont consultables sur un site dédié publié par Météo-France en novembre 2022.

### Milieux naturels et biodiversité
L’inventaire des zones naturelles d'intérêt écologique, faunistique et floristique (ZNIEFF) a pour objectif de réaliser une couverture des zones les plus intéressantes sur le plan écologique, essentiellement dans la perspective d’améliorer la connaissance du patrimoine naturel national et de fournir aux différents décideurs un outil d’aide à la prise en compte de l’environnement dans l’aménagement du territoire.
Une ZNIEFF de type 1 est recensée sur la commune :
les « bords du Tarn à l'embouchure de la Saudronne » (75 ha), couvrant 3 communes du département et une ZNIEFF de type 2, : 
la « basse vallée du Tarn » (3 623 ha), couvrant 49 communes dont huit dans la Haute-Garonne, 20 dans le Tarn et 21 dans le Tarn-et-Garonne.

Carte des ZNIEFF de type 1 et 2 à Rivières.
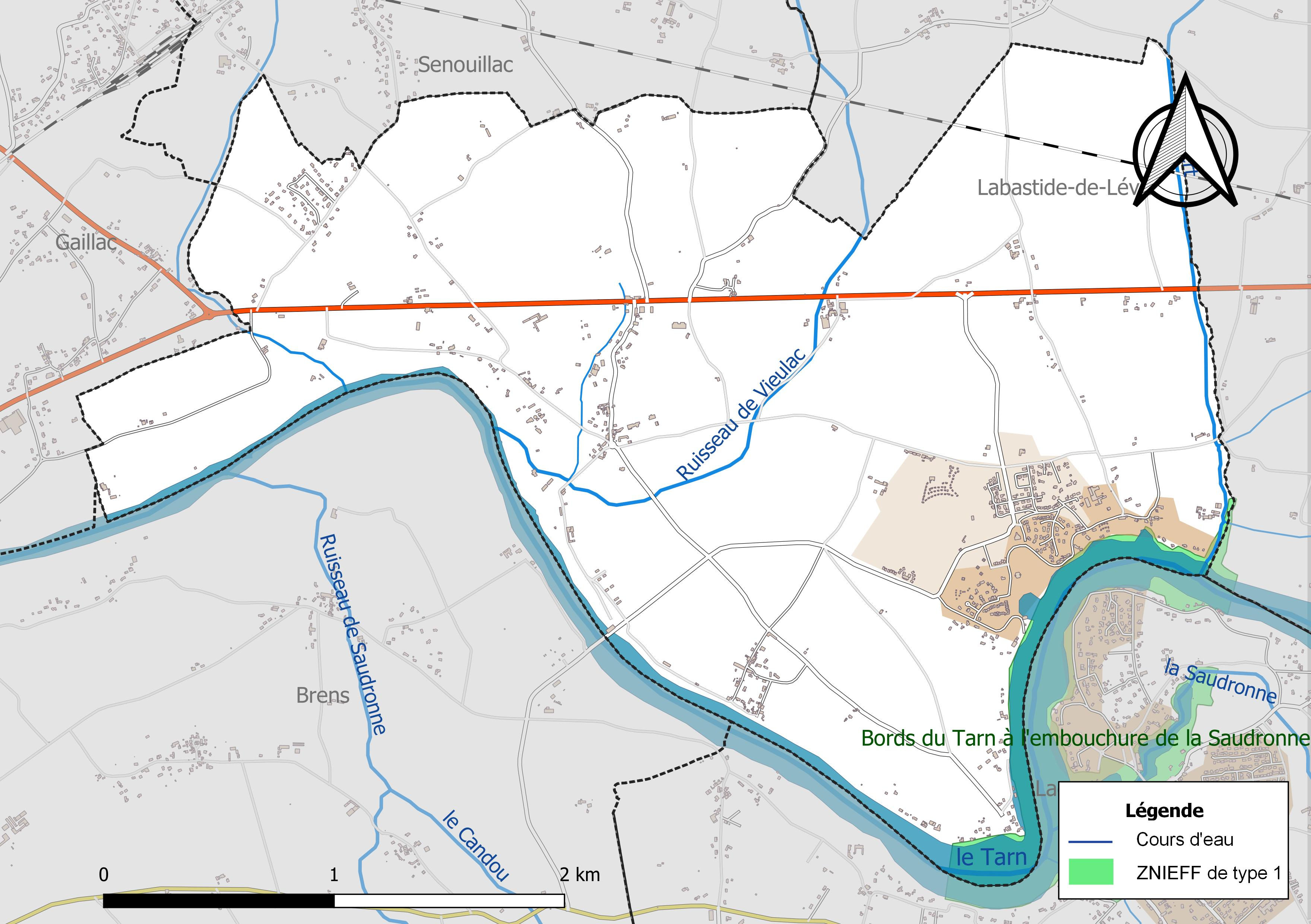
Carte de la ZNIEFF de type 1 sur la commune.
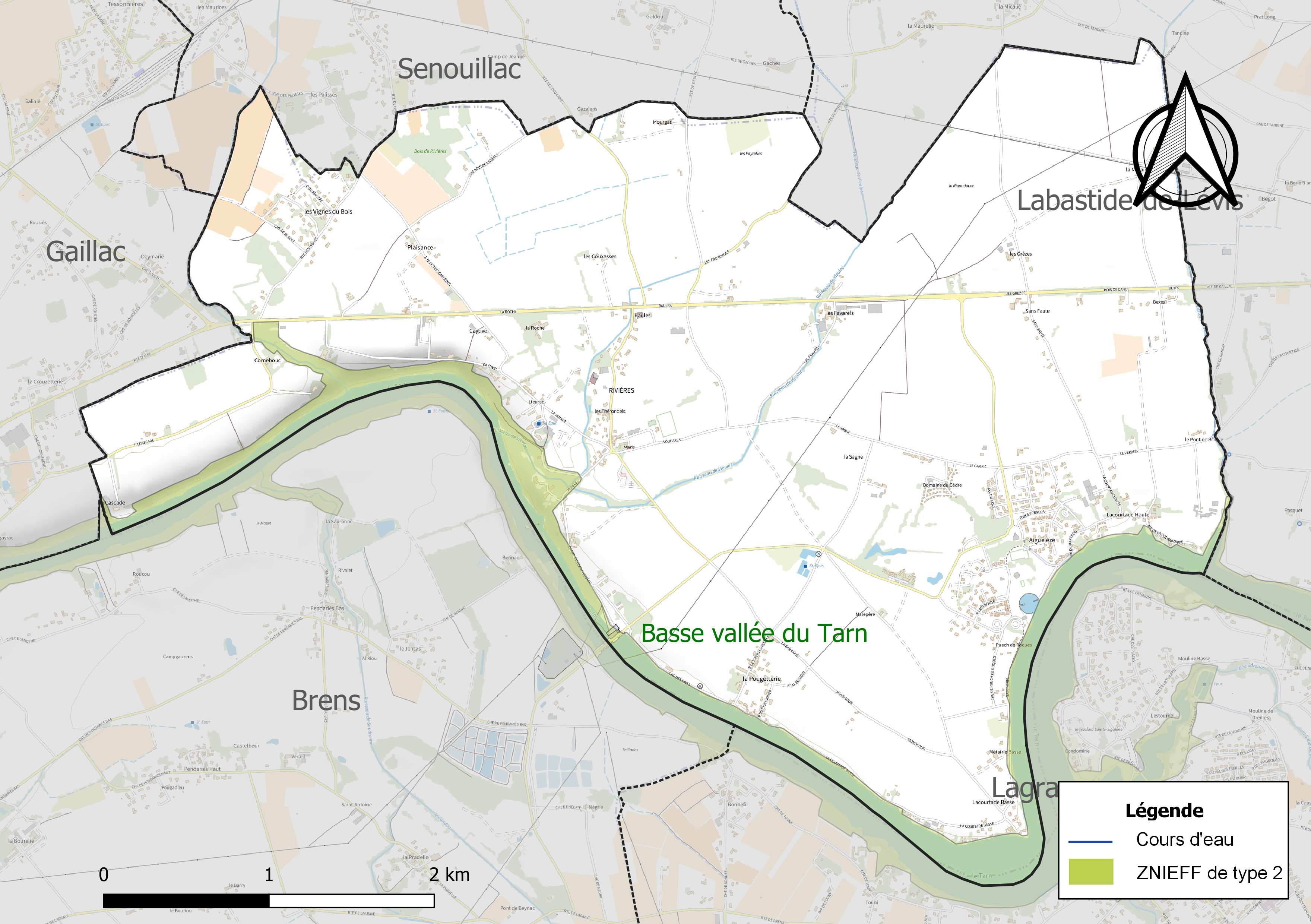
Carte de la ZNIEFF de type 2 sur la commune.

## Urbanisme

### Typologie
Au 1er janvier 2024, Rivières est catégorisée commune rurale à habitat dispersé, selon la nouvelle grille communale de densité à sept niveaux définie par l'Insee en 2022.
Elle est située hors unité urbaine. Par ailleurs la commune fait partie de l'aire d'attraction d'Albi, dont elle est une commune de la couronne,. Cette aire, qui regroupe 91 communes, est catégorisée dans les aires de 50 000 à moins de 200 000 habitants,.

### Occupation des sols
L'occupation des sols de la commune, telle qu'elle ressort de la base de données européenne d’occupation biophysique des sols Corine Land Cover (CLC), est marquée par l'importance des territoires agricoles (87,3 % en 2018), en diminution par rapport à 1990 (91,3 %). La répartition détaillée en 2018 est la suivante : 
terres arables (61,5 %), zones agricoles hétérogènes (24,3 %), eaux continentales (5,9 %), espaces verts artificialisés, non agricoles (4,1 %), zones urbanisées (2,8 %), cultures permanentes (1,5 %). L'évolution de l’occupation des sols de la commune et de ses infrastructures peut être observée sur les différentes représentations cartographiques du territoire : la carte de Cassini (XVIIIe siècle), la carte d'état-major (1820-1866) et les cartes ou photos aériennes de l'IGN pour la période actuelle (1950 à aujourd'hui).

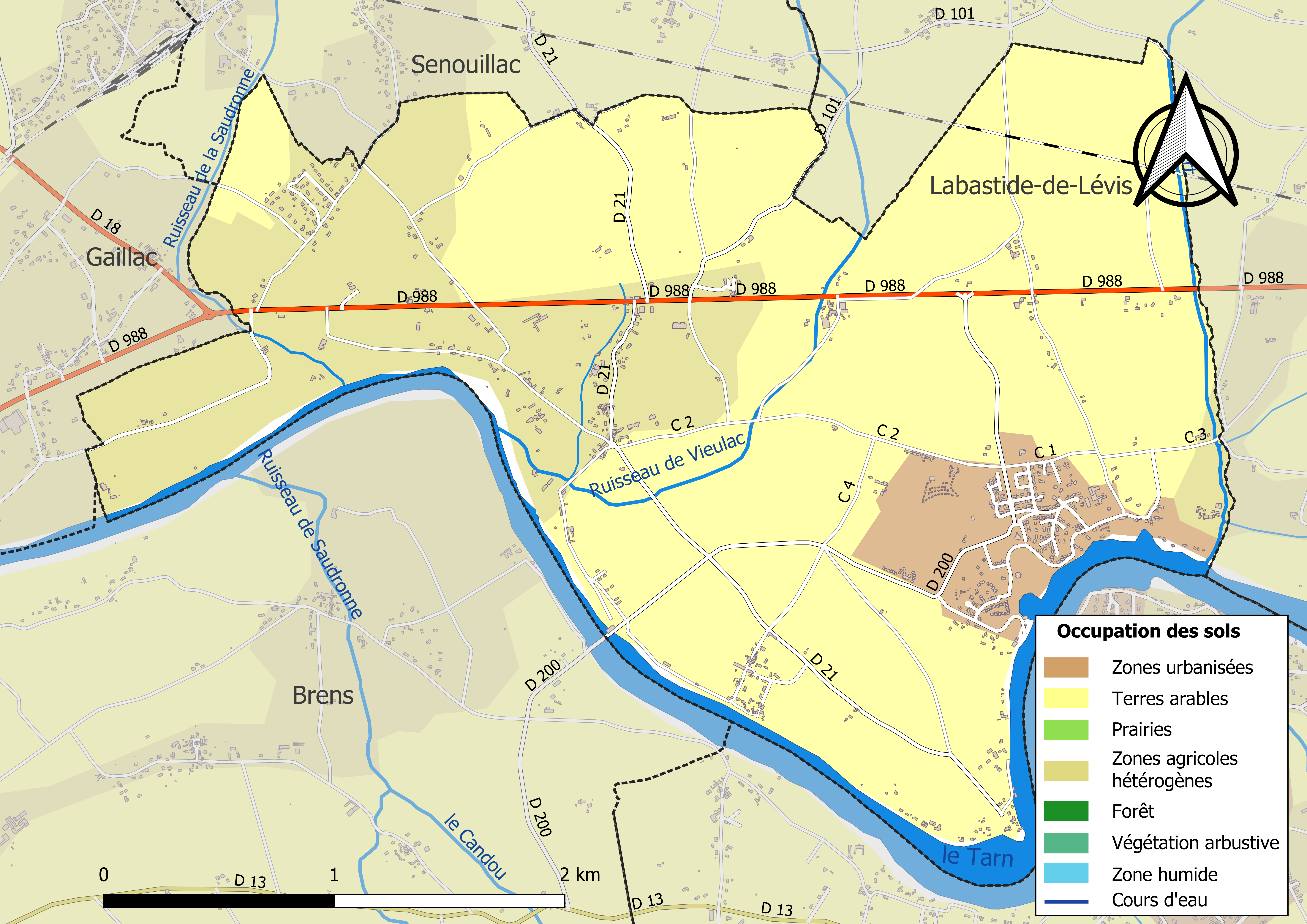
Carte des infrastructures et de l'occupation des sols de la commune en 2018 (CLC).

### Risques majeurs
Le territoire de la commune de Rivières est vulnérable à différents aléas naturels : météorologiques (tempête, orage, neige, grand froid, canicule ou sécheresse), inondations, mouvements de terrains et séisme (sismicité très faible). Il est également exposé à deux risques technologiques,  le transport de matières dangereuses et la rupture d'un barrage. Un site publié par le BRGM permet d'évaluer simplement et rapidement les risques d'un bien localisé soit par son adresse soit par le numéro de sa parcelle.

#### Risques naturels
Certaines parties du territoire communal sont susceptibles d’être affectées par le risque d’inondation par débordement de cours d'eau, notamment le Tarn, le Luzert, la Saudronne et le ruisseau de Vieulac. La cartographie des zones inondables en ex-Midi-Pyrénées réalisée dans le cadre du XIe Contrat de plan État-région, visant à informer les citoyens et les décideurs sur le risque d’inondation, est accessible sur le site de la DREAL Occitanie. La commune a été reconnue en état de catastrophe naturelle au titre des dommages causés par les inondations et coulées de boue survenues en 1982, 1988, 1994, 2001 et 2015,.
Rivières est exposée au risque de feu de forêt. En 2022, il n'existe pas de Plan de Prévention des Risques incendie de forêt (PPRif). Le débroussaillement aux abords des maisons constitue l’une des meilleures protections pour les particuliers contre le feu,.

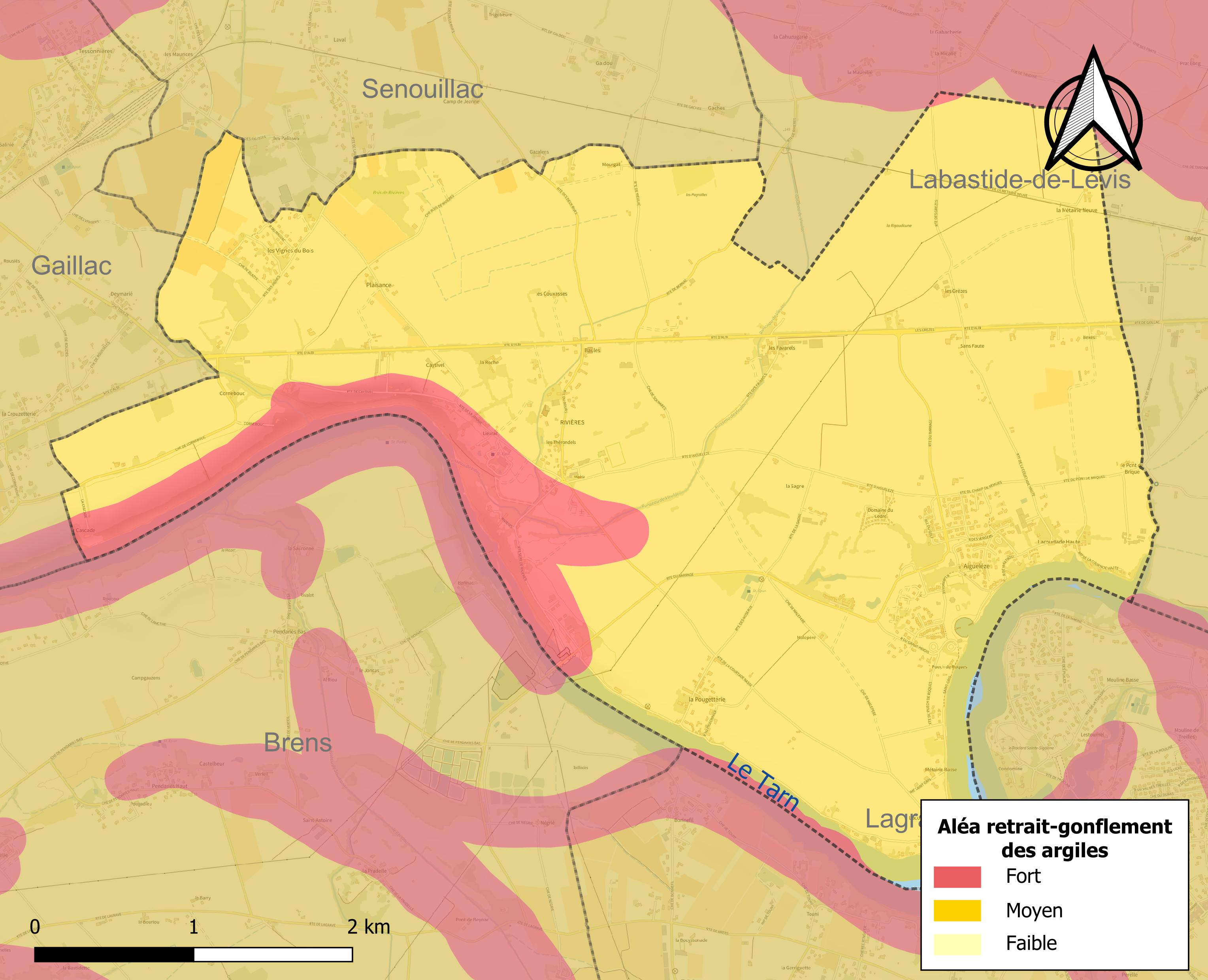
Carte des zones d'aléa retrait-gonflement des sols argileux de Rivières.

La commune est vulnérable au risque de mouvements de terrains constitué principalement du retrait-gonflement des sols argileux. Cet aléa est susceptible d'engendrer des dommages importants aux bâtiments en cas d’alternance de périodes de sécheresse et de pluie. 99,7 % de la superficie communale est en aléa moyen ou fort (76,3 % au niveau départemental et 48,5 % au niveau national). Sur les 526 bâtiments dénombrés sur la commune en 2019, 526 sont en aléa moyen ou fort, soit 100 %, à comparer aux 90 % au niveau départemental et 54 % au niveau national. Une cartographie de l'exposition du territoire national au retrait gonflement des sols argileux est disponible sur le site du BRGM,.
Par ailleurs, afin de mieux appréhender le risque d’affaissement de terrain, l'inventaire national des cavités souterraines permet de localiser celles situées sur la commune.

#### Risques technologiques
Le risque de transport de matières dangereuses sur la commune est lié à sa traversée par des infrastructures routières ou ferroviaires importantes ou la présence d'une canalisation de transport d'hydrocarbures. Un accident se produisant sur de telles infrastructures est susceptible d’avoir des effets graves sur les biens, les personnes ou l'environnement, selon la nature du matériau transporté. Des dispositions d’urbanisme peuvent être préconisées en conséquence.
La commune est en outre située en aval d'un barrage de classe A. À ce titre elle est susceptible d’être touchée par l’onde de submersion consécutive à la rupture de cet ouvrage.

## Histoire

### Héraldique
| Rivières | Son blasonnement est : D'azur à la fasce ondée d'argent, accompagnée en chef de deux grappes de raisin d'or et en pointe d'une gerbe de blé du même. |

## Politique et administration

### Administration municipale
Le nombre d'habitants au recensement de 2011 étant compris entre 500 et 1 499 habitants, le nombre de membres du conseil municipal pour l'élection de 2014 est de quinze,.

### Rattachements administratifs et électoraux
Commune faisant partie depuis le 1er janvier 2017 de Gaillac Graulhet Agglo ancienne communauté d'agglomération du Rabastinois - Tarn et Dadou - Vère Grésigne et Pays Salvagnacois et du canton des Deux Rives (avant le redécoupage départemental de 2014, Rivières faisait partie de l'ex-canton de Gaillac) et de la communauté de communes Tarn et Dadou jusqu'au 1er janvier 2017.

### Liste des maires
| Période                                  | Période  | Identité         | Étiquette | Qualité                                         |
| ---------------------------------------- | -------- | ---------------- | --------- | ----------------------------------------------- |
| Les données manquantes sont à compléter. |          |                  |           |                                                 |
| mars 1955                                | 1973     | Séraphin Breil   |           |                                                 |
| mars 1973                                | 1979     | Jean Messidor    |           |                                                 |
| mars 1979                                | 1985     | Gaston Bourdou   |           |                                                 |
| mars 1985                                | 2008     | Robert Salabert  |           |                                                 |
| mars 2008                                | En cours | Christophe Hérin | DVG       | Conseiller pédagogique Conseiller départemental |

## Démographie
L'évolution du nombre d'habitants est connue à travers les recensements de la population effectués dans la commune depuis 1793. Pour les communes de moins de 10 000 habitants, une enquête de recensement portant sur toute la population est réalisée tous les cinq ans, les populations de référence des années intermédiaires étant quant à elles estimées par interpolation ou extrapolation. Pour la commune, le premier recensement exhaustif entrant dans le cadre du nouveau dispositif a été réalisé en 2005.

En 2022, la commune comptait 1 065 habitants, en évolution de +2,7 % par rapport à 2016 (Tarn : +2,52 %, France hors Mayotte : +2,11 %).
| 1793 | 1800 | 1806 | 1821 | 1831 | 1836 | 1841 | 1846 | 1851 |
| ---- | ---- | ---- | ---- | ---- | ---- | ---- | ---- | ---- |
| 195  | 357  | 381  | 416  | 434  | 423  | 433  | 439  | 456  |

| 1856 | 1861 | 1866 | 1872 | 1876 | 1881 | 1886 | 1891 | 1896 |
| ---- | ---- | ---- | ---- | ---- | ---- | ---- | ---- | ---- |
| 428  | 419  | 437  | 451  | 436  | 443  | 424  | 400  | 387  |

| 1901 | 1906 | 1911 | 1921 | 1926 | 1931 | 1936 | 1946 | 1954 |
| ---- | ---- | ---- | ---- | ---- | ---- | ---- | ---- | ---- |
| 413  | 407  | 389  | 323  | 334  | 350  | 337  | 342  | 381  |

| 1962 | 1968 | 1975 | 1982 | 1990 | 1999 | 2005 | 2006 | 2010 |
| ---- | ---- | ---- | ---- | ---- | ---- | ---- | ---- | ---- |
| 373  | 343  | 383  | 537  | 616  | 721  | 887  | 915  | 890  |

| 2015  | 2020  | 2022  | - | - | - | - | - | - |
| ----- | ----- | ----- | - | - | - | - | - | - |
| 1 028 | 1 072 | 1 065 | - | - | - | - | - | - |

| selon la population municipale des années : | 1968 | 1975 | 1982 | 1990 | 1999 | 2006 | 2009 | 2013 |
| Rang de la commune dans le département      | 134  | 129  | 95   | 93   | 83   | 74   | 77   | 71   |
| Nombre de communes du département           | 326  | 324  | 324  | 324  | 324  | 323  | 323  | 323  |

## Économie

### Revenus
En 2018, la commune compte 455 ménages fiscaux, regroupant 1 089 personnes. La médiane du revenu disponible par unité de consommation est de 21 550 € (20 400 € dans le département).

### Emploi
|                | 2008  | 2013  | 2018  |
| -------------- | ----- | ----- | ----- |
| Commune        | 8 %   | 8,5 % | 5,5 % |
| Département    | 8,2 % | 9,9 % | 10 %  |
| France entière | 8,3 % | 10 %  | 10 %  |

En 2018, la population âgée de 15 à 64 ans s'élève à 650 personnes, parmi lesquelles on compte 80,6 % d'actifs (75,2 % ayant un emploi et 5,5 % de chômeurs) et 19,4 % d'inactifs,. Depuis 2008, le taux de chômage communal (au sens du recensement) des 15-64 ans est inférieur à celui de la France et du département.
La commune fait partie de la couronne de l'aire d'attraction d'Albi, du fait qu'au moins 15 % des actifs travaillent dans le pôle,. Elle compte 170 emplois en 2018, contre 168 en 2013 et 154 en 2008. Le nombre d'actifs ayant un emploi résidant dans la commune est de 503, soit un indicateur de concentration d'emploi de 33,7 % et un taux d'activité parmi les 15 ans ou plus de 63,7 %.
Sur ces 503 actifs de 15 ans ou plus ayant un emploi, 75 travaillent dans la commune, soit 15 % des habitants. Pour se rendre au travail, 89,8 % des habitants utilisent un véhicule personnel ou de fonction à quatre roues, 1,6 % les transports en commun, 4,5 % s'y rendent en deux-roues, à vélo ou à pied et 4,1 % n'ont pas besoin de transport (travail au domicile).

### Activités hors agriculture

#### Secteurs d'activités
82 établissements sont implantés  à Rivières au 31 décembre 2019. Le tableau ci-dessous en détaille le nombre par secteur d'activité et compare les ratios avec ceux du département,.
| Secteur d'activité                                                                                        | Commune | Commune | Département |
| Secteur d'activité                                                                                        | Nombre  | %       | %           |
| --- | ------- | ------- | ----------- |
| Ensemble                                                                                                  | 82      |         |             |
| Industrie manufacturière, industries extractives et autres                                                | 10      | 12,2 %  | (13 %)      |
| Construction                                                                                              | 12      | 14,6 %  | (12,5 %)    |
| Commerce de gros et de détail, transports, hébergement et restauration                                    | 27      | 32,9 %  | (26,7 %)    |
| Information et communication                                                                              | 3       | 3,7 %   | (2,1 %)     |
| Activités immobilières                                                                                    | 4       | 4,9 %   | (4,2 %)     |
| Activités spécialisées, scientifiques et techniques et activités de services administratifs et de soutien | 12      | 14,6 %  | (13,8 %)    |
| Administration publique, enseignement, santé humaine et action sociale                                    | 7       | 8,5 %   | (15,5 %)    |
| Autres activités de services                                                                              | 7       | 8,5 %   | (9 %)       |

Le secteur du commerce de gros et de détail, des transports, de l'hébergement et de la restauration est prépondérant sur la commune puisqu'il représente 32,9 % du nombre total d'établissements de la commune (27 sur les 82 entreprises implantées  à Rivières), contre 26,7 % au niveau départemental.

#### Entreprises et commerces
Les deux entreprises ayant leur siège social sur le territoire communal qui génèrent le plus de chiffre d'affaires en 2020 sont : 
- Artiweb SARL, vente à distance sur catalogue général (605 k€) ;
- Ste D Exploitation Des ETS Poquet, travaux de menuiserie bois et PVC (254 k€).

Viticulture : gaillac (AOC).
Industrie : barrage hydroélectrique sur le Tarn.

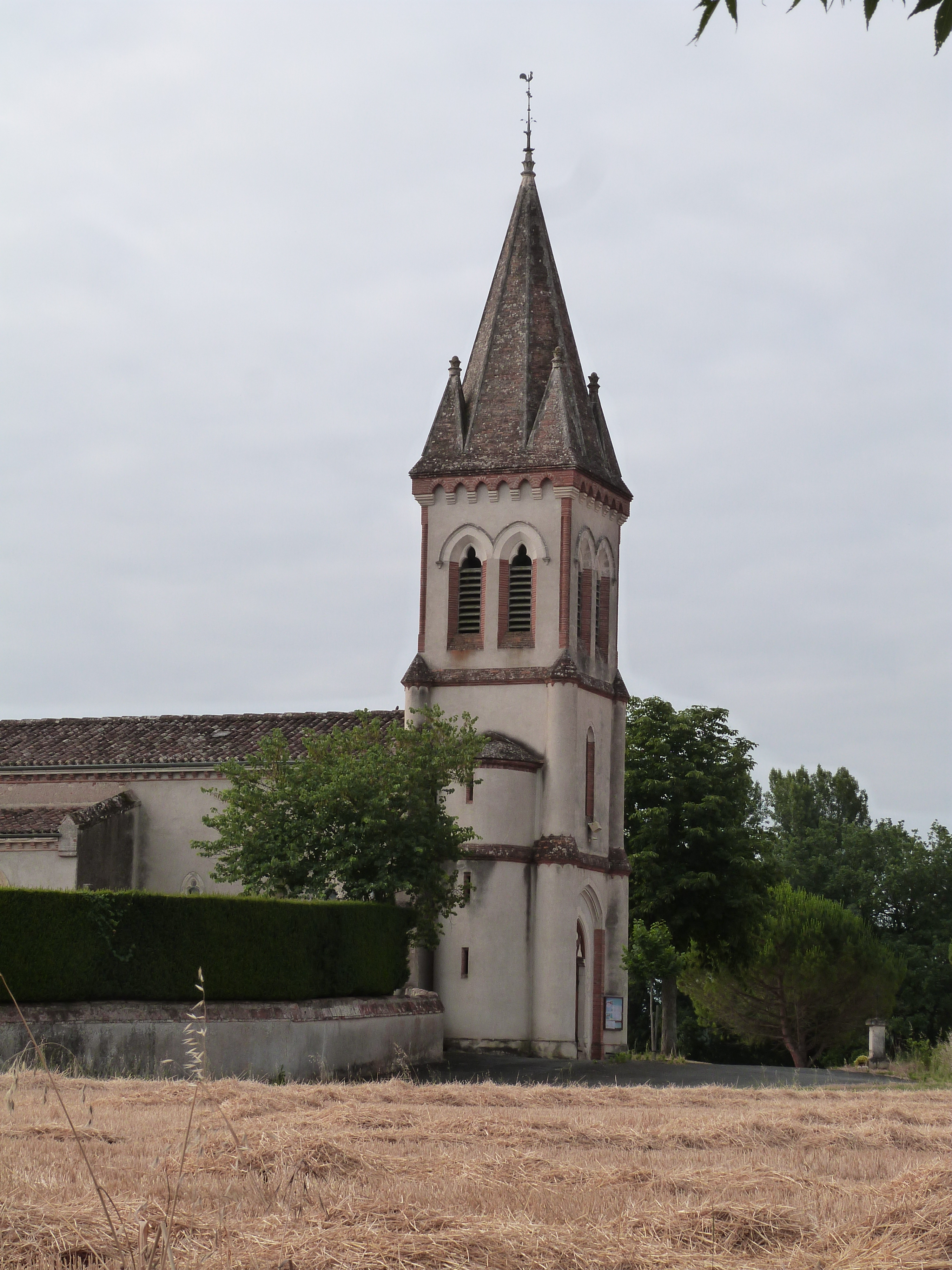
Église Saint-Jean-Baptiste de Rivières.

### Agriculture
La commune est dans le Gaillacois, une petite région agricole au sous-sol argilo-graveleux et/ou calcaire dédiée à la viticulture depuis plus de 2000 ans, située dans le centre-ouest du département du Tarn. En 2020, l'orientation technico-économique de l'agriculture  sur la commune est la culture de céréales et/ou d'oléoprotéagineuses.
|               | 1988 | 2000 | 2010 | 2020 |
| ------------- | ---- | ---- | ---- | ---- |
| Exploitations | 38   | 27   | 21   | 11   |
| SAU (ha)      | 710  | 720  | 593  | 635  |

Le nombre d'exploitations agricoles en activité et ayant leur siège dans la commune est passé de 38 lors du recensement agricole de 1988  à 27 en 2000 puis à 21 en 2010 et enfin à 11 en 2020, soit une baisse de 71 % en 32 ans. Le même mouvement est observé à l'échelle du département qui a perdu pendant cette période 58 % de ses exploitations,. La surface agricole utilisée sur la commune a également diminué, passant de 710 ha en 1988 à 635 ha en 2020. Parallèlement la surface agricole utilisée moyenne par exploitation a augmenté, passant de 19 à 58 ha.

## Culture locale et patrimoine

### Lieux et monuments
- Chapelle Notre-Dame de Lacourtade Haute.
- Église Saint-Jean-Baptiste de Rivières.
- Barrage de Rivières achevé en 1951[47],[48].

### Personnalités liées à la commune
- Raymond Adolphe Séré de Rivières (1815-1895), le « Vauban du XIXe siècle ».

## Vie pratique

### Enseignement
Rivières fait partie de l'académie de Toulouse.

### Culture
Le quartier d'Aiguelèze propose depuis 2012 un festival de musique alternative et expérimentale nommé "Baignade Interdite". Ce festival doit son nom peu commun à son lieu de représentation : l'ancienne piscine d'Aiguelèze désaffectée qui est composée de trois bassins et de vestiaires qui font chacun office de scène.
Le comité d'organisation se compose entre autres de Ludovic Mauzy (Ludo) président, Ariane, Benjamin, Fabrice et Hervé.

### Activités sportives
Rivières a ses propres journées en la course d'orientation les 1er et 2 octobre.
On peut également faire du canoë, kayak, pédalo et plongée sur la rivière Tarn.

## Pour approfondir